# Telemark-Weltcup 2017/18
Der Telemark-Weltcup 2017/18 war eine vom Weltverband FIS ausgetragene Wettkampfserie im Telemarken. Sie begann am 1. Dezember 2017 in Hintertux und endete am 25. März 2018 in Mürren. Der Weltcup umfasste acht Stationen, zunächst zwei in Europa, anschließend zwei in Nordamerika und abschließend vier weitere wieder in Europa.
Titelverteidiger des Gesamtweltcups waren bei den Herren der Deutsche Tobias Müller und bei den Damen die Schweizerin Amélie Wenger-Reymond. Beide traten in der Saison 2017/18 jedoch nicht im Weltcup an und konnten ihre Titel damit nicht verteidigen.

## Übersicht

### Saisonverlauf
Den Gesamtweltcup der Herren gewann erstmals der Schweizer Nicolas Michel vor dem Norweger Trym Nygaard Løken und dem Franzosen Philippe Lau. Neben seinem Triumph in der Gesamtwertung entschied Michel auch die Einzelwertungen der Disziplinen Classic und Sprint für sich, wobei er sich den Sieg im Classic mit seinem Landsmann Stefan Matter teilen musste. Für beide waren es die jeweils ersten Gewinne einer Disziplinwertung. Der Titel im Parallelsprint ging an Løken.
Bei den Damen musste die Dominatorin der Vorjahre, die Schweizerin Amélie Wenger-Reymond, aufgrund einer Schwangerschaft auf einen Start in der Weltcup-Saison 2017/18 verzichten. Zum ersten Mal gewann die Deutsche Johanna Holzmann den Gesamtweltcup vor der Französin Argeline Tan-Bouquet und der Schweizerin Beatrice Zimmermann. Daneben gewann Holzmann auch die Disziplinwertungen in Sprint und Parallelsprint. Der Classicweltcup ging an Tan-Bouquet. Wie bei den Herren war es auch für diese beiden der erstmalige Gewinn einer Kristallkugel.
Im Verlauf der Saison gelang sechs verschiedenen Herren ein Weltcupsieg. Die meisten Siege in den 21 Wettbewerben konnten Gesamtweltcupsieger Michel und der Drittplatzierte Lau mit jeweils fünf für sich verbuchen. Es folgten Løken (vier), der Slowene Jure Aleš (drei) sowie die Schweizer Bastien Dayer und Stefan Matter (jeweils zwei). Für Aleš waren es die ersten Weltcupsiege seiner Karriere. Bei den Damen gab es nach der Dominanz Wenger-Reymonds im Vorjahr mit Siegen in allen ausgetragenen Wettkämpfen ebenfalls sechs verschiedene Weltcupsiegerinnen. Darunter waren mit Tan-Bouquet, Jasmin Taylor (jeweils vier Siege), Simone Oehrli und Martina Wyss (jeweils einer) vier Premierensiegerinnen. Holzmann (acht) und Zimmermann (drei) hatten vor dieser Saison nur einen Weltcup gewonnen. Im einzigen Mixed-Wettbewerb der Saison beim Saisonfinale in Mürren siegte das Team aus Frankreich vor Slowenien und Norwegen.
Die Nationenwertung gewann bei den Männern und bei den Frauen wie auch in der kombinierten Gesamtwertung beider Geschlechter die Schweiz.

### Wettkampfkalender
Im Vergleich zur Saison 2016/17 waren die Veranstaltungen in La Thuile, Méribel, Hurdal und Thyon in diesem Jahr nicht mehr Teil des Kalenders. Dafür machte man 2017/18 in Pralognan-la-Vanoise, Mürren sowie mit Woodstock und Warren erstmals seit der Saison 2013/14 auch wieder in den Vereinigten Staaten Station.
| #      | Datum               | Land               | Ort                  | Wettkämpfe | Wettkämpfe | Wettkämpfe | Wettkämpfe |
| #      | Datum               | Land               | Ort                  | Cl         | Sp         | Ps         | MT         |
| ------ | ------------------- | ------------------ | -------------------- | ---------- | ---------- | ---------- | ---------- |
| 1      | 1.–3. Dezember 2017 | Österreich         | Hintertux            |            | 2          | 1          |            |
| 2      | 12.–13. Januar 2018 | Frankreich         | Pralognan-la-Vanoise | 1          | 1          |            |            |
| 3      | 20.–22. Januar 2018 | Vereinigte Staaten | Woodstock            |            | 2          | 1          |            |
| 4      | 24.–26. Januar 2018 | Vereinigte Staaten | Warren               | 2          | 1          |            |            |
| 5      | 3.–4. Februar 2018  | Deutschland        | Bad Hindelang        |            | 1          | 1          |            |
| 6      | 7.–8. Februar 2018  | Slowenien          | Krvavec              |            | 1          | 1          |            |
| 7      | 14.–17. März 2018   | Norwegen           | Rjukan               |            | 2          | 2          |            |
| 8      | 21.–25. März 2018   | Schweiz            | Mürren               | 1          | 1          | 1          | 1          |
| Anzahl | Anzahl              | Anzahl             | Anzahl               | 4          | 11         | 7          | 1          |

Disziplinen: Cl: Classic, Sp: Sprint Classic, Ps: Parallelsprint, MT: Mixed-Team-Parallelsprint

## Männer

### Resultate und Kalender
| 1. Weltcup in Hintertux, 1.–3. Dezember 2017 | 1. Weltcup in Hintertux, 1.–3. Dezember 2017 | 1. Weltcup in Hintertux, 1.–3. Dezember 2017 | 1. Weltcup in Hintertux, 1.–3. Dezember 2017 | 1. Weltcup in Hintertux, 1.–3. Dezember 2017 |
| -------------------------------------------- | -------------------------------------------- | -------------------------------------------- | -------------------------------------------- | -------------------------------------------- |
| Datum                                        | Disziplin                                    | Erster Platz                                 | Zweiter Platz                                | Dritter Platz                                |
| 1. Dezember 2017 (Fr.)                       | Sprint                                       | Bastien Dayer                                | Stefan Matter                                | Trym Nygaard Løken                           |
| 2. Dezember 2017 (Sa.)                       | Sprint                                       | Nicolas Michel                               | Trym Nygaard Løken                           | Philippe Lau                                 |
| 3. Dezember 2017 (So.)                       | Parallelsprint                               | Bastien Dayer                                | Guillaume Issautier                          | Jonas Schmid                                 |

| 2. Weltcup in Pralognan-la-Vanoise, 12.–13. Januar 2018 | 2. Weltcup in Pralognan-la-Vanoise, 12.–13. Januar 2018 | 2. Weltcup in Pralognan-la-Vanoise, 12.–13. Januar 2018 | 2. Weltcup in Pralognan-la-Vanoise, 12.–13. Januar 2018 | 2. Weltcup in Pralognan-la-Vanoise, 12.–13. Januar 2018 |
| ------------------------------------------------------- | ------------------------------------------------------- | ------------------------------------------------------- | ------------------------------------------------------- | ------------------------------------------------------- |
| Datum                                                   | Disziplin                                               | Erster Platz                                            | Zweiter Platz                                           | Dritter Platz                                           |
| 12. Januar 2018 (Fr.)                                   | Sprint                                                  | Nicolas Michel                                          | Jure Aleš                                               | Trym Nygaard Løken                                      |
| 13. Januar 2018 (Sa.)                                   | Classic                                                 | Stefan Matter                                           | Jure Aleš                                               | Nicolas Michel                                          |

| 3. Weltcup in Woodstock, 20.–22. Januar 2018 | 3. Weltcup in Woodstock, 20.–22. Januar 2018 | 3. Weltcup in Woodstock, 20.–22. Januar 2018 | 3. Weltcup in Woodstock, 20.–22. Januar 2018 | 3. Weltcup in Woodstock, 20.–22. Januar 2018 |
| -------------------------------------------- | -------------------------------------------- | -------------------------------------------- | -------------------------------------------- | -------------------------------------------- |
| Datum                                        | Disziplin                                    | Erster Platz                                 | Zweiter Platz                                | Dritter Platz                                |
| 20. Januar 2018 (Sa.)                        | Sprint                                       | Jure Aleš                                    | Nicolas Michel                               | Stefan Matter                                |
| 21. Januar 2018 (So.)                        | Parallelsprint                               | Nicolas Michel                               | Guillaume Issautier                          | Jure Aleš                                    |
| 22. Januar 2018 (Mo.)                        | Sprint                                       | Nicolas Michel                               | Philippe Lau                                 | Trym Nygaard Løken                           |

| 4. Weltcup in Warren, 24.–26. Januar 2018 | 4. Weltcup in Warren, 24.–26. Januar 2018 | 4. Weltcup in Warren, 24.–26. Januar 2018 | 4. Weltcup in Warren, 24.–26. Januar 2018 | 4. Weltcup in Warren, 24.–26. Januar 2018 |
| ----------------------------------------- | ----------------------------------------- | ----------------------------------------- | ----------------------------------------- | ----------------------------------------- |
| Datum                                     | Disziplin                                 | Erster Platz                              | Zweiter Platz                             | Dritter Platz                             |
| 24. Januar 2018 (Mi.)                     | Classic                                   | Jure Aleš                                 | Nicolas Michel                            | Stefan Matter                             |
| 25. Januar 2018 (Do.)                     | Classic                                   | Philippe Lau                              | Nicolas Michel                            | Bastien Dayer                             |
| 26. Januar 2018 (Fr.)                     | Sprint                                    | Philippe Lau                              | Nicolas Michel                            | Stefan Matter                             |

| 5. Weltcup in Bad Hindelang, 3.–4. Februar 2018 | 5. Weltcup in Bad Hindelang, 3.–4. Februar 2018 | 5. Weltcup in Bad Hindelang, 3.–4. Februar 2018 | 5. Weltcup in Bad Hindelang, 3.–4. Februar 2018 | 5. Weltcup in Bad Hindelang, 3.–4. Februar 2018 |
| ----------------------------------------------- | ----------------------------------------------- | ----------------------------------------------- | ----------------------------------------------- | ----------------------------------------------- |
| Datum                                           | Disziplin                                       | Erster Platz                                    | Zweiter Platz                                   | Dritter Platz                                   |
| 3. Februar 2018 (Sa.)                           | Sprint                                          | Philippe Lau                                    | Nicolas Michel                                  | Stefan Matter                                   |
| 4. Februar 2018 (So.)                           | Parallelsprint                                  | Nicolas Michel                                  | Trym Nygaard Løken                              | Stefan Matter                                   |

| 6. Weltcup in Krvavec, 7.–8. Februar 2018 | 6. Weltcup in Krvavec, 7.–8. Februar 2018 | 6. Weltcup in Krvavec, 7.–8. Februar 2018 | 6. Weltcup in Krvavec, 7.–8. Februar 2018 | 6. Weltcup in Krvavec, 7.–8. Februar 2018 |
| ----------------------------------------- | ----------------------------------------- | ----------------------------------------- | ----------------------------------------- | ----------------------------------------- |
| Datum                                     | Disziplin                                 | Erster Platz                              | Zweiter Platz                             | Dritter Platz                             |
| 7. Februar 2018 (Mi.)                     | Sprint                                    | Abgesagt.                                 | Abgesagt.                                 | Abgesagt.                                 |
| 8. Februar 2018 (Do.)                     | Parallelsprint                            | Stefan Matter                             | Trym Nygaard Løken                        | Philippe Lau                              |

| 7. Weltcup in Rjukan, 14.–17. März 2018 | 7. Weltcup in Rjukan, 14.–17. März 2018 | 7. Weltcup in Rjukan, 14.–17. März 2018 | 7. Weltcup in Rjukan, 14.–17. März 2018 | 7. Weltcup in Rjukan, 14.–17. März 2018 |
| --------------------------------------- | --------------------------------------- | --------------------------------------- | --------------------------------------- | --------------------------------------- |
| Datum                                   | Disziplin                               | Erster Platz                            | Zweiter Platz                           | Dritter Platz                           |
| 14. März 2018 (Mi.)                     | Sprint                                  | Trym Nygaard Løken                      | Jure Aleš                               | Stefan Matter                           |
| 15. März 2018 (Do.)                     | Parallelsprint                          | Trym Nygaard Løken                      | Jure Aleš                               | Bastien Dayer                           |
| 16. März 2018 (Fr.)                     | Parallelsprint                          | Jure Aleš                               | Bastien Dayer                           | Trym Nygaard Løken                      |
| 17. März 2018 (Sa.)                     | Sprint                                  | Philippe Lau                            | Stefan Matter                           | Trym Nygaard Løken                      |

| 8. Weltcup in Mürren, 21.–25. März 2018 | 8. Weltcup in Mürren, 21.–25. März 2018 | 8. Weltcup in Mürren, 21.–25. März 2018 | 8. Weltcup in Mürren, 21.–25. März 2018 | 8. Weltcup in Mürren, 21.–25. März 2018 |
| --------------------------------------- | --------------------------------------- | --------------------------------------- | --------------------------------------- | --------------------------------------- |
| Datum                                   | Disziplin                               | Erster Platz                            | Zweiter Platz                           | Dritter Platz                           |
| 22. März 2018 (Do.)                     | Parallelsprint                          | Philippe Lau                            | Trym Nygaard Løken                      | Nicolas Michel                          |
| 24. März 2018 (Sa.)                     | Sprint                                  | Trym Nygaard Løken                      | Bastien Dayer                           | Philippe Lau                            |
| 25. März 2018 (So.)                     | Classic                                 | Trym Nygaard Løken                      | Philippe Lau                            | Stefan Matter                           |

### Weltcupstände Männer
| Rang | Name                     | Punkte | Siege |
| ---- | ------------------------ | ------ | ----- |
| 01   | Nicolas Michel           | 1394   | 05    |
| 02   | Trym Nygaard Løken       | 1236   | 04    |
| 03   | Philippe Lau             | 1229   | 05    |
| 04   | Stefan Matter            | 1180   | 02    |
| 05   | Jure Aleš                | 1179   | 03    |
| 06   | Bastien Dayer            | 0994   | 02    |
| 07   | Guillaume Issautier      | 0697   | 0     |
| 08   | Olle Collberg            | 0616   | 0     |
| 09   | Sivert Hole              | 0529   | 0     |
| 10   | Elie Nabot               | 0436   | 0     |
| 11   | Matti Lopez              | 0372   | 0     |
| 12   | Amund Møster Haugen      | 0262   | 0     |
| 13   | Romain Beney             | 0241   | 0     |
| 14   | Kristian Lauvik Gjelstad | 0229   | 0     |
| 15   | Noé Claye                | 0222   | 0     |
| 16   | Sašo Aleš                | 0217   | 0     |
| 17   | Gaetan Procureur         | 0184   | 0     |
| 18   | Julien Nicaty            | 0178   | 0     |
| 19   | Thomas Orlovius          | 0173   | 0     |
| 20   | Adrien Etiévent          | 0162   | 0     |
| 21   | Thomas Rufer             | 0157   | 0     |
| 22   | Aadne Kristenstuen       | 0153   | 0     |
| 23   | Erik Kvernberg           | 0150   | 0     |
| 24   | Christoph Frank          | 0144   | 0     |
| 25   | Charlie Fradet           | 0140   | 0     |
| 26   | Leonhard Müller          | 0138   | 0     |
| 27   | Cory Snyder              | 0119   | 0     |
| 28   | Louis Uber               | 0113   | 0     |

| Rang | Name                   | Punkte | Siege |
| ---- | ---------------------- | ------ | ----- |
| 29   | Dario Burgener         | 0109   | 0     |
| 30   | Jeffrey Gay            | 0102   | 0     |
| 30   | Theo Sillon            | 0102   | 0     |
| 32   | Benedikt Holzmann      | 0091   | 0     |
| 33   | Robin Kraft            | 0074   | 0     |
| 34   | Henrik Buck Bryn       | 0065   | 0     |
| 35   | Antoine Bélanger-Morin | 0062   | 0     |
| 36   | Kamil Dostál           | 0060   | 0     |
| 36   | Jonas Schmid           | 0060   | 0     |
| 38   | Birk Larsen            | 0058   | 0     |
| 39   | Ondřej Hegar           | 0057   | 0     |
| 40   | Kishū Anada            | 0055   | 0     |
| 40   | Moritz Hamberger       | 0055   | 0     |
| 42   | Max Sautter            | 0045   | 0     |
| 43   | Louis Hatchwell        | 0040   | 0     |
| 44   | Tor Kjetil Alstad      | 0037   | 0     |
| 45   | Jacob Carter-Gibb      | 0036   | 0     |
| 46   | Sion Bingham           | 0034   | 0     |
| 46   | Maximilian Uber        | 0034   | 0     |
| 48   | Maxime Mosset          | 0033   | 0     |
| 49   | Jacob Alveberg         | 0032   | 0     |
| 49   | Rene-Luc Morin         | 0032   | 0     |
| 51   | Nathan Fogell          | 0028   | 0     |
| 52   | Mikaël André Dansereau | 0026   | 0     |
| 52   | Mikkel Nygaard Løken   | 0026   | 0     |
| 52   | Julian Seubert         | 0026   | 0     |
| 52   | Antoni Weglarz         | 0026   | 0     |
| 56   | Shigeta Hisada         | 0025   | 0     |

| Rang | Name                 | Punkte | Siege |
| ---- | -------------------- | ------ | ----- |
| 57   | Bernard Fasel        | 0024   | 0     |
| 58   | Matěj Kopecký        | 0022   | 0     |
| 59   | Larry Bosche         | 0021   | 0     |
| 59   | James French         | 0021   | 0     |
| 59   | Iver Hexeberg        | 0021   | 0     |
| 62   | Ben Emsley           | 0020   | 0     |
| 63   | Alec Dixon           | 0019   | 0     |
| 64   | Jean-François Trudel | 0017   | 0     |
| 65   | Norman Miller        | 0016   | 0     |
| 66   | Robert Houstoun      | 0015   | 0     |
| 66   | Nikolai Isajew       | 0015   | 0     |
| 68   | Jack Emsley          | 0009   | 0     |
| 69   | Raphael Mahlknecht   | 0007   | 0     |
| 69   | Keith Radick         | 0007   | 0     |
| 71   | Sam Garber           | 0006   | 0     |
| 72   | Kohei Hirose         | 0005   | 0     |
| 72   | Fabio Negro          | 0005   | 0     |
| 72   | Nicolas Perret       | 0005   | 0     |
| 75   | Colin Dixon          | 0002   | 0     |
| 75   | Valentin Roduit      | 0002   | 0     |
| 75   | Stephen Weglarz      | 0002   | 0     |
| 78   | Hikaru Nishimura     | 0001   | 0     |

| Rang | Name                | Punkte | Siege |
| ---- | ------------------- | ------ | ----- |
| 01   | Stefan Matter       | 0270   | 01    |
| 01   | Nicolas Michel      | 0270   | 0     |
| 03   | Jure Aleš           | 0265   | 01    |
| 04   | Philippe Lau        | 0216   | 01    |
| 05   | Trym Nygaard Løken  | 0181   | 01    |
| 06   | Bastien Dayer       | 0160   | 0     |
| 07   | Olle Collberg       | 0113   | 0     |
| 08   | Elie Nabot          | 0104   | 0     |
| 09   | Guillaume Issautier | 0098   | 0     |
| 10   | Matti Lopez         | 0096   | 0     |

| Rang | Name                | Punkte | Siege |
| ---- | ------------------- | ------ | ----- |
| 01   | Nicolas Michel      | 0704   | 03    |
| 02   | Philippe Lau        | 0648   | 03    |
| 03   | Trym Nygaard Løken  | 0615   | 02    |
| 04   | Stefan Matter       | 0585   | 0     |
| 05   | Jure Aleš           | 0529   | 01    |
| 06   | Bastien Dayer       | 0449   | 01    |
| 07   | Olle Collberg       | 0323   | 0     |
| 08   | Guillaume Issautier | 0314   | 0     |
| 09   | Elie Nabot          | 0247   | 0     |
| 10   | Sivert Hole         | 0246   | 0     |

| Rang | Name                | Punkte | Siege |
| ---- | ------------------- | ------ | ----- |
| 01   | Trym Nygaard Løken  | 0440   | 01    |
| 02   | Nicolas Michel      | 0420   | 02    |
| 03   | Jure Aleš           | 0385   | 01    |
| 03   | Bastien Dayer       | 0385   | 01    |
| 05   | Philippe Lau        | 0365   | 01    |
| 06   | Stefan Matter       | 0325   | 01    |
| 07   | Guillaume Issautier | 0285   | 0     |
| 08   | Sivert Hole         | 0190   | 0     |
| 09   | Olle Collberg       | 0145   | 0     |
| 10   | Romain Beney        | 090    | 0     |
| 10   | Amund Møster Haugen | 090    | 0     |

| Endstand |                        |        |
| \| Rang \| Name \| Punkte \| \| ---- \| ---------------------- \| ------ \| \| 01. \| Schweiz \| 4496 \| \| 02. \| Frankreich \| 3365 \| \| 03. \| Norwegen \| 2740 \| \| 04. \| Slowenien \| 1396 \| \| 05. \| Deutschland \| 0953 \| \| 06. \| Schweden \| 0616 \| \| 07. \| Vereinigte Staaten \| 0421 \| \| 08. \| Vereinigtes Königreich \| 0160 \| \| 09. \| Tschechien \| 0139 \| \| 10. \| Kanada \| 0137 \| \| 11. \| Japan \| 0086 \| \| 12. \| Russland \| 0015 \| \| 13. \| Italien \| 0012 \| |                        |        |
| Rang | Name                   | Punkte |
| 01. | Schweiz                | 4496   |
| 02. | Frankreich             | 3365   |
| 03. | Norwegen               | 2740   |
| 04. | Slowenien              | 1396   |
| 05. | Deutschland            | 0953   |
| 06. | Schweden               | 0616   |
| 07. | Vereinigte Staaten     | 0421   |
| 08. | Vereinigtes Königreich | 0160   |
| 09. | Tschechien             | 0139   |
| 10. | Kanada                 | 0137   |
| 11. | Japan                  | 0086   |
| 12. | Russland               | 0015   |
| 13. | Italien                | 0012   |

## Frauen

### Resultate und Kalender
| 1. Weltcup in Hintertux, 1.–3. Dezember 2017 | 1. Weltcup in Hintertux, 1.–3. Dezember 2017 | 1. Weltcup in Hintertux, 1.–3. Dezember 2017 | 1. Weltcup in Hintertux, 1.–3. Dezember 2017 | 1. Weltcup in Hintertux, 1.–3. Dezember 2017 |
| -------------------------------------------- | -------------------------------------------- | -------------------------------------------- | -------------------------------------------- | -------------------------------------------- |
| Datum                                        | Disziplin                                    | Erster Platz                                 | Zweiter Platz                                | Dritter Platz                                |
| 1. Dezember 2017 (Fr.)                       | Sprint                                       | Beatrice Zimmermann                          | Johanna Holzmann                             | Jasmin Taylor                                |
| 2. Dezember 2017 (Sa.)                       | Sprint                                       | Johanna Holzmann                             | Beatrice Zimmermann                          | Argeline Tan-Bouquet                         |
| 3. Dezember 2017 (So.)                       | Parallelsprint                               | Johanna Holzmann                             | Jasmin Taylor                                | Simone Oehrli                                |

| 2. Weltcup in Pralognan-la-Vanoise, 12.–13. Januar 2018 | 2. Weltcup in Pralognan-la-Vanoise, 12.–13. Januar 2018 | 2. Weltcup in Pralognan-la-Vanoise, 12.–13. Januar 2018 | 2. Weltcup in Pralognan-la-Vanoise, 12.–13. Januar 2018 | 2. Weltcup in Pralognan-la-Vanoise, 12.–13. Januar 2018 |
| ------------------------------------------------------- | ------------------------------------------------------- | ------------------------------------------------------- | ------------------------------------------------------- | ------------------------------------------------------- |
| Datum                                                   | Disziplin                                               | Erster Platz                                            | Zweiter Platz                                           | Dritter Platz                                           |
| 12. Januar 2018 (Fr.)                                   | Sprint                                                  | Johanna Holzmann                                        | Argeline Tan-Bouquet                                    | Jasmin Taylor                                           |
| 13. Januar 2018 (Sa.)                                   | Classic                                                 | Argeline Tan-Bouquet                                    | Johanna Holzmann                                        | Jasmin Taylor                                           |

| 3. Weltcup in Woodstock, 20.–22. Januar 2018 | 3. Weltcup in Woodstock, 20.–22. Januar 2018 | 3. Weltcup in Woodstock, 20.–22. Januar 2018 | 3. Weltcup in Woodstock, 20.–22. Januar 2018 | 3. Weltcup in Woodstock, 20.–22. Januar 2018 |
| -------------------------------------------- | -------------------------------------------- | -------------------------------------------- | -------------------------------------------- | -------------------------------------------- |
| Datum                                        | Disziplin                                    | Erster Platz                                 | Zweiter Platz                                | Dritter Platz                                |
| 20. Januar 2018 (Sa.)                        | Sprint                                       | Jasmin Taylor                                | Johanna Holzmann                             | Argeline Tan-Bouquet                         |
| 21. Januar 2018 (So.)                        | Parallelsprint                               | Johanna Holzmann                             | Argeline Tan-Bouquet                         | Jasmin Taylor                                |
| 22. Januar 2018 (Mo.)                        | Sprint                                       | Simone Oehrli                                | Jasmin Taylor                                | Argeline Tan-Bouquet                         |

| 4. Weltcup in Warren, 24.–26. Januar 2018 | 4. Weltcup in Warren, 24.–26. Januar 2018 | 4. Weltcup in Warren, 24.–26. Januar 2018 | 4. Weltcup in Warren, 24.–26. Januar 2018 | 4. Weltcup in Warren, 24.–26. Januar 2018 |
| ----------------------------------------- | ----------------------------------------- | ----------------------------------------- | ----------------------------------------- | ----------------------------------------- |
| Datum                                     | Disziplin                                 | Erster Platz                              | Zweiter Platz                             | Dritter Platz                             |
| 24. Januar 2018 (Mi.)                     | Classic                                   | Jasmin Taylor                             | Argeline Tan-Bouquet                      | Simone Oehrli                             |
| 25. Januar 2018 (Do.)                     | Classic                                   | Argeline Tan-Bouquet                      | Johanna Holzmann                          | Jasmin Taylor                             |
| 26. Januar 2018 (Fr.)                     | Sprint                                    | Argeline Tan-Bouquet                      | Beatrice Zimmermann                       | Johanna Holzmann                          |

| 5. Weltcup in Bad Hindelang, 3.–4. Februar 2018 | 5. Weltcup in Bad Hindelang, 3.–4. Februar 2018 | 5. Weltcup in Bad Hindelang, 3.–4. Februar 2018 | 5. Weltcup in Bad Hindelang, 3.–4. Februar 2018 | 5. Weltcup in Bad Hindelang, 3.–4. Februar 2018 |
| ----------------------------------------------- | ----------------------------------------------- | ----------------------------------------------- | ----------------------------------------------- | ----------------------------------------------- |
| Datum                                           | Disziplin                                       | Erster Platz                                    | Zweiter Platz                                   | Dritter Platz                                   |
| 3. Februar 2018 (Sa.)                           | Sprint                                          | Beatrice Zimmermann                             | Argeline Tan-Bouquet                            | Jasmin Taylor                                   |
| 4. Februar 2018 (So.)                           | Parallelsprint                                  | Johanna Holzmann                                | Beatrice Zimmermann                             | Argeline Tan-Bouquet                            |

| 6. Weltcup in Krvavec, 7.–8. Februar 2018 | 6. Weltcup in Krvavec, 7.–8. Februar 2018 | 6. Weltcup in Krvavec, 7.–8. Februar 2018 | 6. Weltcup in Krvavec, 7.–8. Februar 2018 | 6. Weltcup in Krvavec, 7.–8. Februar 2018 |
| ----------------------------------------- | ----------------------------------------- | ----------------------------------------- | ----------------------------------------- | ----------------------------------------- |
| Datum                                     | Disziplin                                 | Erster Platz                              | Zweiter Platz                             | Dritter Platz                             |
| 7. Februar 2018 (Mi.)                     | Sprint                                    | Abgesagt.                                 | Abgesagt.                                 | Abgesagt.                                 |
| 8. Februar 2018 (Do.)                     | Parallelsprint                            | Jasmin Taylor                             | Argeline Tan-Bouquet                      | Beatrice Zimmermann                       |

| 7. Weltcup in Rjukan, 14.–17. März 2018 | 7. Weltcup in Rjukan, 14.–17. März 2018 | 7. Weltcup in Rjukan, 14.–17. März 2018 | 7. Weltcup in Rjukan, 14.–17. März 2018 | 7. Weltcup in Rjukan, 14.–17. März 2018 |
| --------------------------------------- | --------------------------------------- | --------------------------------------- | --------------------------------------- | --------------------------------------- |
| Datum                                   | Disziplin                               | Erster Platz                            | Zweiter Platz                           | Dritter Platz                           |
| 14. März 2018 (Mi.)                     | Sprint                                  | Martina Wyss                            | Beatrice Zimmermann                     | Guro Helde Kjølseth                     |
| 15. März 2018 (Do.)                     | Parallelsprint                          | Johanna Holzmann                        | Guro Helde Kjølseth                     | Argeline Tan-Bouquet                    |
| 16. März 2018 (Fr.)                     | Parallelsprint                          | Johanna Holzmann                        | Beatrice Zimmermann                     | Jasmin Taylor                           |
| 17. März 2018 (Sa.)                     | Sprint                                  | Argeline Tan-Bouquet                    | Johanna Holzmann                        | Jasmin Taylor                           |

| 8. Weltcup in Mürren, 21.–25. März 2018 | 8. Weltcup in Mürren, 21.–25. März 2018 | 8. Weltcup in Mürren, 21.–25. März 2018 | 8. Weltcup in Mürren, 21.–25. März 2018 | 8. Weltcup in Mürren, 21.–25. März 2018 |
| --------------------------------------- | --------------------------------------- | --------------------------------------- | --------------------------------------- | --------------------------------------- |
| Datum                                   | Disziplin                               | Erster Platz                            | Zweiter Platz                           | Dritter Platz                           |
| 22. März 2018 (Do.)                     | Parallelsprint                          | Jasmin Taylor                           | Johanna Holzmann                        | Beatrice Zimmermann                     |
| 24. März 2018 (Sa.)                     | Sprint                                  | Johanna Holzmann                        | Beatrice Zimmermann                     | Argeline Tan-Bouquet                    |
| 25. März 2018 (So.)                     | Classic                                 | Beatrice Zimmermann                     | Johanna Holzmann                        | Martina Wyss                            |

### Weltcupstände Frauen
| Rang | Name                 | Punkte | Siege |
| ---- | -------------------- | ------ | ----- |
| 01   | Johanna Holzmann     | 1639   | 08    |
| 02   | Argeline Tan-Bouquet | 1383   | 04    |
| 03   | Beatrice Zimmermann  | 1365   | 03    |
| 04   | Jasmin Taylor        | 1335   | 04    |
| 05   | Simone Oehrli        | 0963   | 01    |
| 06   | Guro Helde Kjølseth  | 0588   | 0     |
| 07   | Goril Strom Eriksen  | 0556   | 0     |
| 08   | Martina Wyss         | 0520   | 01    |
| 09   | Kim Aegerter         | 0457   | 0     |
| 10   | Kathrin Reischmann   | 0422   | 0     |
| 11   | Chloé Blyth          | 0259   | 0     |
| 12   | Špela Mičunović      | 0248   | 0     |

| Rang | Name                  | Punkte | Siege |
| ---- | --------------------- | ------ | ----- |
| 13   | Sara Godek            | 0188   | 0     |
| 14   | Anne Katharina Keßler | 0184   | 0     |
| 15   | Kaja Bjørnstad Konow  | 0177   | 0     |
| 16   | Sarah Carley          | 0168   | 0     |
| 17   | Marie Boudreau        | 0145   | 0     |
| 18   | Lola Mosteiro         | 0128   | 0     |
| 18   | Maša Štrakl           | 0128   | 0     |
| 20   | Antonia Kneller       | 0123   | 0     |
| 21   | Berit Junger          | 0122   | 0     |
| 22   | Magdalena Kopecká     | 0119   | 0     |
| 23   | Iloée Ravanel         | 0105   | 0     |
| 24   | Julie Bourbon         | 0095   | 0     |

| Rang | Name                    | Punkte | Siege |
| ---- | ----------------------- | ------ | ----- |
| 25   | Katarina Malenšek       | 0094   | 0     |
| 26   | Andrea Fiskaa Haugen    | 0081   | 0     |
| 27   | Ella Strom Eriksen      | 0071   | 0     |
| 28   | Theresa Fichtl          | 0070   | 0     |
| 29   | Naila Cardwell-Lefebvre | 0069   | 0     |
| 30   | Anežka Přibylová        | 0062   | 0     |
| 31   | Oda Helene Buck Bryn    | 0057   | 0     |
| 32   | Christine Fasel         | 0052   | 0     |
| 33   | Ariane Sierro           | 0031   | 0     |
| 34   | Rakel Kvernberg Bloe    | 0029   | 0     |
| 35   | Lene Husvik             | 0012   | 0     |

| Rang | Name                 | Punkte | Siege |
| ---- | -------------------- | ------ | ----- |
| 01   | Argeline Tan-Bouquet | 0330   | 02    |
| 02   | Johanna Holzmann     | 0269   | 0     |
| 03   | Jasmin Taylor        | 0260   | 01    |
| 04   | Beatrice Zimmermann  | 0250   | 01    |
| 05   | Simone Oehrli        | 0190   | 0     |
| 06   | Kim Aegerter         | 0111   | 0     |
| 07   | Martina Wyss         | 0105   | 0     |
| 08   | Goril Strom Eriksen  | 0098   | 0     |
| 09   | Sarah Carley         | 0072   | 0     |
| 10   | Sara Godek           | 0061   | 0     |
| 10   | Špela Mičunović      | 0061   | 0     |

| Rang | Name                 | Punkte | Siege |
| ---- | -------------------- | ------ | ----- |
| 01   | Johanna Holzmann     | 0740   | 03    |
| 02   | Beatrice Zimmermann  | 0705   | 02    |
| 03   | Argeline Tan-Bouquet | 0653   | 02    |
| 04   | Jasmin Taylor        | 0610   | 01    |
| 05   | Simone Oehrli        | 0473   | 01    |
| 06   | Guro Helde Kjølseth  | 0281   | 0     |
| 07   | Goril Strom Eriksen  | 0243   | 0     |
| 08   | Martina Wyss         | 0230   | 01    |
| 09   | Kim Aegerter         | 0221   | 0     |
| 10   | Kathrin Reischmann   | 0211   | 0     |

| Rang | Name                 | Punkte | Siege |
| ---- | -------------------- | ------ | ----- |
| 01   | Johanna Holzmann     | 0630   | 05    |
| 02   | Jasmin Taylor        | 0465   | 02    |
| 03   | Beatrice Zimmermann  | 0410   | 0     |
| 04   | Argeline Tan-Bouquet | 0400   | 0     |
| 05   | Simone Oehrli        | 0300   | 0     |
| 06   | Guro Helde Kjølseth  | 0265   | 0     |
| 07   | Goril Strom Eriksen  | 0215   | 0     |
| 08   | Martina Wyss         | 0185   | 0     |
| 09   | Kathrin Reischmann   | 0175   | 0     |
| 10   | Kim Aegerter         | 0125   | 0     |

| Endstand |                        |        |
| \| Rang \| Name \| Punkte \| \| ---- \| ---------------------- \| ------ \| \| 01. \| Schweiz \| 3388 \| \| 02. \| Deutschland \| 2560 \| \| 03. \| Frankreich \| 1970 \| \| 04. \| Norwegen \| 1571 \| \| 05. \| Vereinigtes Königreich \| 1404 \| \| 06. \| Slowenien \| 0470 \| \| 07. \| Vereinigte Staaten \| 0356 \| \| 08. \| Tschechien \| 0181 \| \| 09. \| Kanada \| 0145 \| |                        |        |
| Rang | Name                   | Punkte |
| 01. | Schweiz                | 3388   |
| 02. | Deutschland            | 2560   |
| 03. | Frankreich             | 1970   |
| 04. | Norwegen               | 1571   |
| 05. | Vereinigtes Königreich | 1404   |
| 06. | Slowenien              | 0470   |
| 07. | Vereinigte Staaten     | 0356   |
| 08. | Tschechien             | 0181   |
| 09. | Kanada                 | 0145   |

## Mixed
| 8. Weltcup in Mürren, 21.–25. März 2018 | 8. Weltcup in Mürren, 21.–25. März 2018 | 8. Weltcup in Mürren, 21.–25. März 2018 | 8. Weltcup in Mürren, 21.–25. März 2018 | 8. Weltcup in Mürren, 21.–25. März 2018 |
| --------------------------------------- | --------------------------------------- | --------------------------------------- | --------------------------------------- | --------------------------------------- |
| Datum                                   | Disziplin                               | Erster Platz                            | Zweiter Platz                           | Dritter Platz                           |
| 21. März 2018 (Mi.)                     | Mixed-Team-Parallelsprint               | Frankreich                              | Slowenien                               | Norwegen                                |

| Endstand |                        |        |
| \| Rang \| Name \| Punkte \| \| ---- \| ---------------------- \| ------ \| \| 01. \| Schweiz \| 7884 \| \| 02. \| Frankreich \| 5335 \| \| 03. \| Norwegen \| 4311 \| \| 04. \| Deutschland \| 3513 \| \| 05. \| Slowenien \| 1866 \| \| 06. \| Vereinigtes Königreich \| 1564 \| \| 07. \| Vereinigte Staaten \| 0777 \| \| 08. \| Schweden \| 0616 \| \| 09. \| Tschechien \| 0320 \| \| 10. \| Kanada \| 0282 \| \| 11. \| Japan \| 0086 \| \| 12. \| Russland \| 0015 \| \| 13. \| Italien \| 0012 \| |                        |        |
| Rang | Name                   | Punkte |
| 01. | Schweiz                | 7884   |
| 02. | Frankreich             | 5335   |
| 03. | Norwegen               | 4311   |
| 04. | Deutschland            | 3513   |
| 05. | Slowenien              | 1866   |
| 06. | Vereinigtes Königreich | 1564   |
| 07. | Vereinigte Staaten     | 0777   |
| 08. | Schweden               | 0616   |
| 09. | Tschechien             | 0320   |
| 10. | Kanada                 | 0282   |
| 11. | Japan                  | 0086   |
| 12. | Russland               | 0015   |
| 13. | Italien                | 0012   |